# Ромплер
Ро́мплер (от англ. sampler и ROM (Read Only Memory)) — электронные устройства, способные воспроизводить семплы, хранящиеся в их памяти (ПЗУ). В отличие от семплеров, ромплеры не способны записывать или смешивать семплы — они могут их только воспроизводить. 
Общий принцип действия заключается в следующем: в ромплер загружается банк звуков; звуки, в свою очередь, привязываются к каждой клавише[чего?]. Это, с необходимыми эффектами, может быть отправлено на аудиовыход.
Известные представители: программные продукты от Native Instruments (Kontakt и Intakt), reFx Nexus, продукты EastWest. Что касается аппаратной части, к самым известным относят E-MU Proteus и линейку Proteus 2000 (Mo Phatt, Orbit-3, Garden Beat и прочие модели). Производитель E-MU в середине 90-х создал легендарную линейку аппаратных ромплеров, куда вошли модульные станции Orbit 9090, Planet Phat, Planet Earth. Такие модели имели встроенные ROM-носители c 8 Мб банком семплов, назначаемых на отдельные клавиши. Позднее линейка была расширена, основой послужила базовая модель Proteus 2000. Это модуль, имеющий 4 слота для апгрейда под дополнительные модули ROM. Стандартный для этой модели Proteus 2000 ROM-плата Composer ROM. Сам модуль Proteus 2000 является основой, так как содержит 3 дополнительных слота для ROM, которые пользователь может установить самостоятельно. В линейке 2000, появились как и сами ROM для Proteus 2000 модуля, так и отдельные ромплеры — модули, но уже с двумя дополнительными слотами под ROM. К примеру Mo Phatt, имеет установленный ROM Pure Phatt, но можно встроить и любые другие платы ROM.
Именно линейка 2000, позволила не просто воспроизводить семплы из памяти ROM, но и обрабатывать их в самом модуле, благодаря фильтрам LFO, встроенным процессорам эффектов. В итоге ромплером может быть не только устройство воспроизведения семплов из памяти, но и устройство, умеющее обрабатывать различными способами имеющиеся семплы в ROM.
Распространено мнение, что ромплеры были популярны ранее, когда семплеры стоили дороже, а сейчас вышли из пользования, благодаря снижению цен самих семплеров. Это справедливо для ранних ромплеров, умеющих лишь воспроизводить, но не для ромплеров, имеющих процессор эффекты и фильтры.
К примеру, сегодня аппаратные ромплеры перенесены в программные библиотеки, оцифрованы и в итоге имеют звучание самих семплов. При этом, такие библиотеки не имеют того, что дают ромплеры со встроенными эффект-процессорами, поэтому такой миф не совсем правдив. 
Рынок ромплеров продолжает быть активным в среде музыкантов и сегодня, но большей частью на вторичном рынке.